# 泛橘連盟
泛橘連盟（はんきつれんめい）は、中華民国における親民党と無党団結連盟を中心とした政治グループである。別名オレンジ陣営。橘営・橘軍とも呼ばれる。親民党の党旗がオレンジ色であることに由来する。2015年2月16日、親民党の立法委員李桐豪・陳怡潔、無党団結連盟の立法委員高金素梅、無所属の立法委員徐欣瑩（同年3月に民国党主席に就任）によって政治団体立院新連盟が結成されている。
中台関係においては中国国民党の立場に近いものの、台湾本土化を志向した李登輝に反対するグループにより結成された経緯があるため、より統一志向が強い。国会政党連盟が発足する以前は民国党が参加していた。

## 泛橘連盟に属する政党
- 親民党
- 無党団結連盟

### かつて属していた政党
- 民国党 - 2019年1月25日に国会政党連盟に合流[2]。
- 国会政党連盟 -2020年3月1日解散[3]